# 24 uur van Le Mans 1961

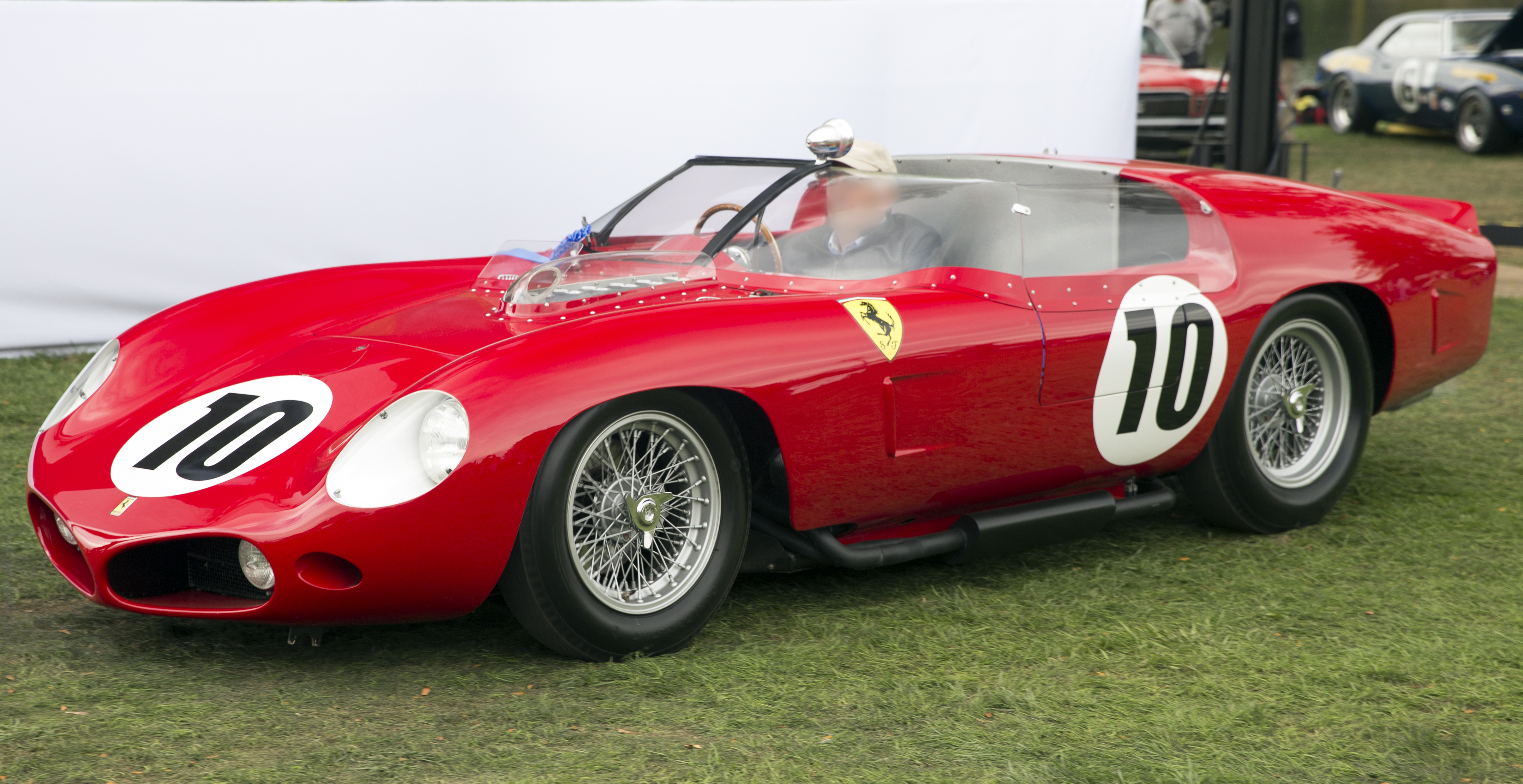
De winnende auto: de Ferrari 250 TRI/61 #10.

De 24 uur van Le Mans 1961 was de 29e editie van deze endurancerace. De race werd verreden op 10 en 11 juni 1961 op het Circuit de la Sarthe nabij Le Mans, Frankrijk.
De race werd gewonnen door de SEFAC Ferrari #10 van Olivier Gendebien en Phil Hill. Gendebien behaalde zijn derde Le Mans-zege, waarmee hij het record evenaarde, terwijl het voor Hill zijn tweede Le Mans-overwinning was. De GT 3.0-klasse werd gewonnen door de Pierre Noblet #14 van Pierre Noblet en Jean Guichet. De S 2.0-klasse werd gewonnen door de Porsche KG #33 van Masten Gregory en Bob Holbert. De GT 1.6-klasse werd gewonnen door de Porsche KG #36 van Herbert Linge en Ben Pon. De GT 1.3-klasse werd gewonnen door deTeam Lotus Engineering #38 van Trevor Taylor en Bill Allen. De S 850-klasse werd gewonnen door de Abarth & Cie #60 van Denny Hulme en Angus Hyslop. De GT 2.0-klasse werd gewonnen door de Equipe Chardonnet #28 van Jean-Claude Magne en Georges Alexandrovitch.

## Race
Winnaars in hun klasse zijn vetgedrukt. Auto's die minder dan 70% van de afstand van de winnaar van hun klasse hadden afgelegd werden niet geklasseerd. De Sunbeam Talbot werd gediskwalificeerd omdat de brandstof van deze auto te vroeg werd bijgevuld.
| Pos. | Klasse | No. | Team                                              | Coureurs                                 | Chassis                          | Motor                     | Ronden |
| ---- | ------ | --- | ------------------------------------------------- | ---------------------------------------- | -------------------------------- | ------------------------- | ------ |
| 1    | S 3.0  | 10  | SEFAC Ferrari                                     | Olivier Gendebien Phil Hill              | Ferrari 250 TRI/61               | Ferrari 3.0L V12          | 333    |
| 2    | S 3.0  | 11  | SEFAC Ferrari                                     | Willy Mairesse Mike Parkes               | Ferrari 250 TRI/61               | Ferrari 3.0L V12          | 330    |
| 3    | GT 3.0 | 14  | Pierre Noblet                                     | Pierre Noblet Jean Guichet               | Ferrari 250 GT SWB               | Ferrari 3.0L V12          | 317    |
| 4    | S 3.0  | 7   | Briggs Cunningham                                 | Augie Pabst Dick Thompson                | Maserati Tipo 63                 | Maserati 3.0L V12         | 311    |
| 5    | S 2.0  | 33  | Porsche KG                                        | Masten Gregory Bob Holbert               | Porsche RS61 Spyder              | Porsche 1967cc F4         | 309    |
| 6    | GT 3.0 | 20  | Equipe Nationale Belge                            | Bob Grossman André Pilette               | Ferrari 250 GT SWB               | Ferrari 3.0L V12          | 309    |
| 7    | S 2.0  | 32  | Porsche KG                                        | Edgar Barth Hans Herrmann                | Porsche RS61 Coupé               | Porsche 1606cc F4         | 306    |
| 8    | S 2.0  | 24  | Briggs Cunningham                                 | Briggs Cunningham Bill Kimberley         | Maserati Tipo 60                 | Maserati 1989cc S4        | 303    |
| 9    | S 2.0  | 27  | Standard Triumph Ltd                              | Peter Bolton Keith Ballisat              | Triumph TR4S                     | Triumph 1985cc S4         | 284    |
| 10   | GT 1.6 | 36  | Porsche KG                                        | Herbert Linge Ben Pon                    | Porsche 356 B Carrera GTL Abarth | Porsche 1588cc S4         | 284    |
| 11   | S 2.0  | 26  | Standard Triumph Ltd                              | Les Leston Rob Slotemaker                | Triumph TR4S                     | Triumph 1985cc S4         | 279    |
| 12   | GT 1.3 | 38  | Team Lotus Engineering                            | Trevor Taylor Bill Allen                 | Lotus Elite                      | Coventry Climax 1216cc S4 | 268    |
| 13   | GT 1.3 | 40  | Ecurie Edger                                      | Bernard Kosselek Pierre Messenez         | Lotus Elite                      | Coventry Climax 1216cc S4 | 267    |
| 14   | S 850  | 60  | Abarth & Cie                                      | Denny Hulme Angus Hyslop                 | Abarth 850S                      | Fiat 847cc S4             | 263    |
| 15   | S 2.0  | 25  | Standard Triumph Ltd                              | Marcel Becquart Mike Rothschild          | Triumph TR4S                     | Triumph 1985cc S4         | 262    |
| 16   | GT 1.6 | 34  | Sunbeam Talbot                                    | Peter Harper Peter Procter               | Sunbeam Alpine Harrington        | Sunbeam 1592cc S4         | 261    |
| 17   | GT 2.0 | 28  | Equipe Chardonnet                                 | Jean-Claude Magne Georges Alexandrovitch | AC Ace                           | Bristol 1971cc S6         | 261    |
| 18   | S 850  | 53  | Automobiles Deutsch et Bonnet                     | Gérard Laureau Robert Bouharde           | DB HBR-4 Spyder                  | Panhard 702cc F2          | 257    |
| 19   | S 850  | 45  | Automobiles Deutsch et Bonnet                     | André Moynet Jean-Claude Vidilles        | DB HBR-5 Spyder                  | Panhard 848cc F2          | 243    |
| 20   | S 850  | 48  | Automobiles Deutsch et Bonnet                     | André Guilhaudin Jean-François Jaeger    | DB HBR-4                         | Panhard 848cc F2          | 243    |
| 21   | S 850  | 47  | Automobiles Deutsch et Bonnet                     | Edgar Rollin René Bartholoni             | DB HBR-4                         | Panhard 848cc F2          | 239    |
| 22   | S 850  | 52  | Automobiles Deutsch et Bonnet                     | Jean-Claude Caillaud Robert Mougin       | DB HBR-4 Rallye                  | Panhard 848cc F2          | 237    |
| DNF  | S 3.0  | 17  | North American Racing Team                        | Pedro Rodríguez Ricardo Rodríguez        | Ferrari 250 TRI/61               | Ferrari 3.0L V12          | 305    |
| DNF  | GT 4.0 | 1   | Jean Kerguen                                      | Jean Kerguen Jacques Dewez               | Aston Martin DB4 GT Zagato       | Aston Martin 3.7L S6      | 286    |
| DNF  | S 2.0  | 30  | Porsche KG                                        | Jo Bonnier Dan Gurney                    | Porsche RS61 Coupé               | Porsche 1679cc F4         | 262    |
| DNF  | GT 1.6 | 37  | Auguste Veuillet                                  | Pierre Monneret Robert Buchet            | Porsche 356 B Carrera GTL Abarth | Porsche 1588cc S4         | 261    |
| DNF  | S 850  | 55  | Abarth & Cie                                      | Paul Condrillier Karl Foitek             | Abarth 700S                      | Fiat 701cc S4             | 255    |
| DNF  | GT 3.0 | 21  | Ecurie Chiltern                                   | John Bekaert Richard Stoop               | Austin-Healey 3000               | BMC 2.9L S6               | 254    |
| DNF  | S 3.0  | 4   | Essex Racing Team                                 | Roy Salvadori Tony Maggs                 | Aston Martin DBR1/300            | Aston Martin 3.0L S6      | 243    |
| DNF  | S 2.5  | 23  | SEFAC Ferrari                                     | Wolfgang von Trips Richie Ginther        | Ferrari 246 SP                   | Ferrari 2.4L V6           | 231    |
| DNF  | S 850  | 54  | Roger Masson                                      | Roger Masson Paul Armagnac               | DB HBR-4                         | Panhard 702cc F2          | 208    |
| DNF  | GT 1.3 | 39  | Team Lotus Engineering                            | John Wyllie David Buxton                 | Lotus Elite                      | Coventry Climax 1216cc S4 | 193    |
| DNF  | S 3.0  | 12  | SEFAC Ferrari                                     | Fernand Tavano Giancarlo Baghetti        | Ferrari 250 GT SWB               | Ferrari 3.0L V12          | 163    |
| DNF  | GT 3.0 | 16  | Scuderia Serenissima                              | Maurice Trintignant Carlo Abate          | Ferrari 250 GT SWB               | Ferrari 3.0L V12          | 162    |
| DNF  | S 3.0  | 5   | Border Reivers                                    | Jim Clark Ron Flockhart                  | Aston Martin DBR1/300            | Aston Martin 3.0L S6      | 132    |
| DSQ  | GT 1.6 | 35  | Sunbeam Talbot                                    | Peter Jopp Paddy Hopkirk                 | Sunbeam Alpine                   | Sunbeam 1592cc S4         | 130    |
| DNF  | S 1.0  | 43  | North American Racing Team                        | Ed Hugus David Cunningham                | OSCA Sport 1000                  | OSCA 988c S4              | 125    |
| DNF  | S 850  | 8   | Scuderia Serenissima                              | Piero Frescobaldi Raffaele Cammarota     | Abarth 700S                      | Fiat 701cc S4             | 124    |
| DNF  | GT 3.0 | 18  | North American Racing Team Rob Walker Racing Team | Stirling Moss Graham Hill                | Ferrari 250 GT SWB               | Ferrari 3.0L V12          | 121    |
| DNF  | GT 2.0 | 29  | Ecurie Lausannoise                                | André Wicky Edgar Berney                 | AC Ace                           | Bristol 1971cc S6         | 115    |
| DNF  | S 850  | 56  | Abarth & Cie                                      | Giancarlo Sala Giancarlo Rigamonti       | Abarth 700S                      | Fiat 701cc S4             | 111    |
| DNF  | S 850  | 51  | UDT Laystall Racing Team                          | Cliff Allison Mike McKee                 | Lotus Elite                      | Coventry Climax 1216cc S4 | 102    |
| DNF  | GT 1.3 | 41  | Ecurie Los Amigos                                 | Jean-François Malle Robin Carnegie       | Lotus Elite                      | Coventry Climax 1216cc S4 | 86     |
| DNF  | S 850  | 50  | Automobili OSCA                                   | Jean Laroche Colin Davis                 | OSCA Sport 750                   | OSCA 746cc S4             | 85     |
| DNF  | GT 3.0 | 19  | North American Racing Team                        | George Arents George Reed                | Ferrari 250 GT SWB               | Ferrari 3.0L V12          | 76     |
| DNF  | S 1.0  | 42  | Donald Healey Motor Company                       | John K. Colgate jr. Paul Hawkins         | Austin-Healey Sebring Sprite     | BMC 994cc S4              | 64     |
| DNF  | GT 3.0 | 15  | Ecurie Francorchamps                              | Lucien Bianchi Georges Berger            | Ferrari 250 GT SWB               | Ferrari 3.0L V12          | 60     |
| DNF  | S 3.0  | 9   | Scuderia Serenissima                              | Ludovico Scarfiotti Nino Vaccarella      | Maserati Tipo 63                 | Maserati 3.0L V12         | 53     |
| DNF  | S 1.0  | 46  | Ecurie Ecosse                                     | Ninian Sanderson Alan McKay              | Austin-Healey Sebring Sprite     | BMC 994cc S4              | 40     |
| DNF  | S 3.0  | 22  | Ecurie Ecosse                                     | Tommy Dickson Bruce Halford              | Cooper T57 'Monaco'              | Coventry Climax 2.6L S4   | 32     |
| DNF  | S 3.0  | 6   | Briggs Cunningham                                 | Walt Hansgen Bruce McLaren               | Maserati Tipo 63                 | Maserati 3.0L V12         | 31     |
| DNF  | GT 4.0 | 3   | Essex Racing Team                                 | Lex Davison Bib Stillwell                | Aston Martin DB4 GT Zagato       | Aston Martin 3.7L S6      | 25     |
| DNF  | GT 4.0 | 2   | Essex Racing Team                                 | Jack Fairman Bernard Consten             | Aston Martin DB4 GT Zagato       | Aston Martin 3.7L S6      | 22     |
| DNF  | S 850  | 49  | Abarth & Cie                                      | Teodoro Zeccoli Jean Vinatier            | Abarth 700S                      | Fiat 701cc S4             | 15     |
| DNF  | S 2.0  | 58  | Ted Lund                                          | Ted Lund Bob Olthoff                     | MG MGA Twin Cam                  | MG 1762cc S4              | 14     |
| DNS  | GT 1.3 | 31  | Team Lotus Engineering                            | Trevor Taylor Peter Arundell             | Lotus 19                         | Coventry Climax 1964cc S4 | 0      |
| DNS  | S 1.0  | 44  | Equipe Nationale Belge                            | Claude Dubois Gerhard Langlois van Ophem | Abarth 1000S                     | Fiat 982cc S4             | 0      |
| DNS  | GT 3.0 | 57  | Roger de Lageneste                                | Roger de Lageneste Pierre Dumay          | Ferrari 250 GT SWB               | Ferrari 3.0L V12          | 0      |
| DNS  | S 850  | 59  | Maurice Martin                                    | Maurice Martin Jean-François Jaeger      | DB HBR                           | Panhard 851cc F2          | 0      |
| DNS  | GT 3.0 | 61  | Cambridge Racing                                  | Jim Clark Trevor Taylor                  | Austin-Healey 3000               | BMC 2.9L S6               | 0      |
| DNS  | GT 1.3 | 62  | Maurice Porthault                                 | Maurice Porthault Jean Devos             | Lotus Elite                      | Coventry Climax 1216cc S4 | 0      |
| DNS  | S 850  | 63  | Christian Faucher                                 | Christian Faucher J-J Petit              | BMW 700S                         | BMW 700cc S4              | 0      |

1923 · 1924 · 1925 · 1926 · 1927 · 1928 · 1929 · 1930 · 1931 · 1932 · 1933 · 1934 · 1935 · 1936 · 1937 · 1938 · 1939 · 1940 - 1948 · 1949 · 1950 · 1951 · 1952 · 1953 · 1954 · 1955 (Ramp) · 1956 · 1957 · 1958 · 1959 · 1960 · 1961 · 1962 · 1963 · 1964 · 1965 · 1966 · 1967 · 1968 · 1969 · 1970 · 1971 · 1972 · 1973 · 1974 · 1975 · 1976 · 1977 · 1978 · 1979 · 1980 · 1981 · 1982 · 1983 · 1984 · 1985 · 1986 · 1987 · 1988 · 1989 · 1990 · 1991 · 1992 · 1993 · 1994 · 1995 · 1996 · 1997 · 1998 · 1999 · 2000 · 2001 · 2002 · 2003 · 2004 · 2005 · 2006 · 2007 · 2008 · 2009 · 2010 · 2011 · 2012 · 2013 · 2014 · 2015 · 2016 · 2017 · 2018 · 2019 · 2020 · 2021 · 2022 · 2023 · 2024